# Пищин (Куявсько-Поморське воєводство)
Пищин (пол. Pyszczyn, нім. Ludwigsfelde) — село в Польщі, у гміні Добрч Бидґозького повіту Куявсько-Поморського воєводства.
У 1975-1998 роках село належало до Бидгощського воєводства.